# Overlijdenshuis van Franz Schubert
Het Overlijdenshuis van Franz Schubert, Duits: Schubert Sterbewohnung, is een museum in Wenen.
Het museum werd geopend op 19 november 1954 en uitgebreid in 1979. In 1986 vond een grootschalige renovatie plaats, waarbij allerlei houtwerk, het dak en de bronnen werden vernieuwd. Het vult het andere museum aan in de stad, dat is gevestigd in het geboortehuis van Franz Schubert. De collectie in het laatstgenoemde museum is uitgebreider.
Er zijn op deze locatie allerlei opnames van Franz Schuberts muziek te horen en er worden documenten getoond met zijn laatste muzikale werk. Composities die aan dit huis gelinkt worden, zijn bijvoorbeeld de pianosonates D.958-960 en het lied Der Hirt auf dem Felsen, D.965. Ook worden er verschillende muziekinstrumenten getoond, waaronder enkele piano's, en staat er een buste van hem op een verhoging. 
Schubert verbleef de laatste tweeënhalve maand van zijn leven in dit huis dat toebehoorde aan zijn broer Ferdinand. Het museum is gevestigd in de kamer waar hij overleed op 19 november 1828. Tussen de documenten in het museum bevinden zich de laatste brief die hij schreef en verschillende schriftelijke erfstukken die te maken hebben met zijn aanstaande dood.

## Galerij

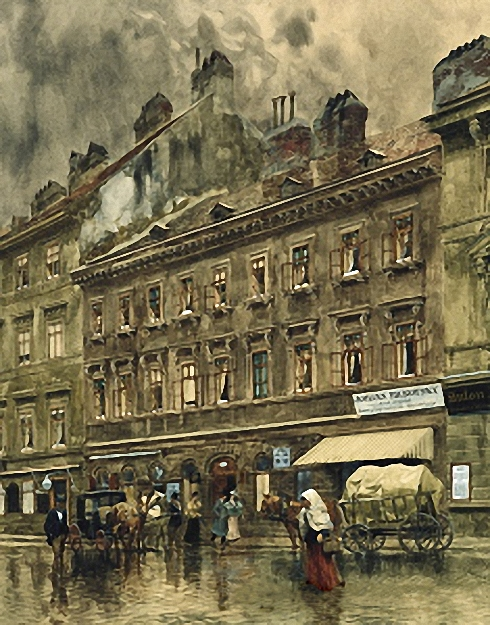
Aquarel van F. Kopallick